# Tissi
Tissi es una localidad italiana de la provincia de Sassari, región de Cerdeña, a 31 de diciembre de 2011 tenía una población de  2300 habitantes.

## Evolución demográfica
| Gráfica de evolución demográfica de Tissi entre 1861 y 2001 |
|                                                             |
| Fuente ISTAT - elaboración gráfica de Wikipedia             |